# Idionyx laidlawi
Idionyx laidlawi – gatunek ważki z rodziny Synthemistidae. Znany jedynie z holotypu – samicy odłowionej w 1921 roku na Półwyspie Malajskim w malezyjskim stanie Pahang.